# Danny Cohen
Pour les articles homonymes, voir Cohen.
Danny Cohen, né en 1963 est un directeur de la photographie britannique, membre de la British Society of Cinematographers.

## Biographie
Danny Cohen a travaillé sur de nombreux longs métrages et séries télévisées et est un collaborateur de longue date du réalisateur Tom Hooper, avec qui il a travaillé à quatre reprises, sur Longford (2006), John Adams (2008), Le Discours d'un roi (2010) et Les Misérables (2012). Il a été nommé pour l'Oscar de la meilleure photographie pour Le Discours d'un roi.

## Filmographie partielle
- 2002 : Ten Minutes Older : The Cello (segment « About Time 2 » de Mike Figgis)
- 2004 : Dead Man's Shoes de Shane Meadows
- 2004 : Creep de Christopher Smith
- 2005 : Ash et Scribbs (série télévisée - deux épisodes)
- 2005 : Tellement proches ! de Dominic Harari et Teresa Pelegri
- 2005 : Festival d'Annie Griffin
- 2006 : This Is England de Shane Meadows
- 2006 : Longford de Tom Hooper (téléfilm)
- 2006 : Scummy Man de Paul Fraser (court métrage)
- 2008 : John Adams de Tom Hooper (mini-série)
- 2008 : Poppy Shakespeare de Benjamin Ross (téléfilm)
- 2008 : Arctic Monkeys at the Apollo
- 2009 : Good Morning England (The Boat That Rocked) de Richard Curtis
- 2009 : 1939 (Glorious 39) de Stephen Poliakoff
- 2010 : Dive  (téléfilm)
- 2010 : Le Discours d'un roi (The King's Speech) de Tom Hooper
- 2010 : This Is England '86 (mini-série)
- 2011 : This Is England '88 (mini-série)
- 2011 : Johnny English, le retour (Johnny English Reborn) d'Oliver Parker
- 2011 : Jess//Jim
- 2012 : The Hollow Crown (série TV)
- 2012 : Les Misérables de Tom Hooper
- 2014 : X+Y
- 2015 : London Road
- 2015 : Room
- 2015 : Danish Girl
- 2015 : The Program de Stephen Frears
- 2016 : Florence Foster Jenkins de Stephen Frears
- 2017 : Confident Royal (Victoria & Abdul) de Stephen Frears
- 2017 : Alberto Giacometti, The Final Portrait (Final Portrait) de Stanley Tucci
- 2018 : Gentlemen cambrioleurs (King of Thieves) de James Marsh